# Тессін-бай-Бойценбург
Тессін (нім. Tessin) — громада в Німеччині, розташована в землі Мекленбург-Передня Померанія. Входить до складу району Людвігслуст-Пархім. Складова частина об'єднання громад Бойценбург-Ланд.
Площа — 10,26 км2. Населення становить 409 ос. (станом на 31 грудня 2020).

## Галерея

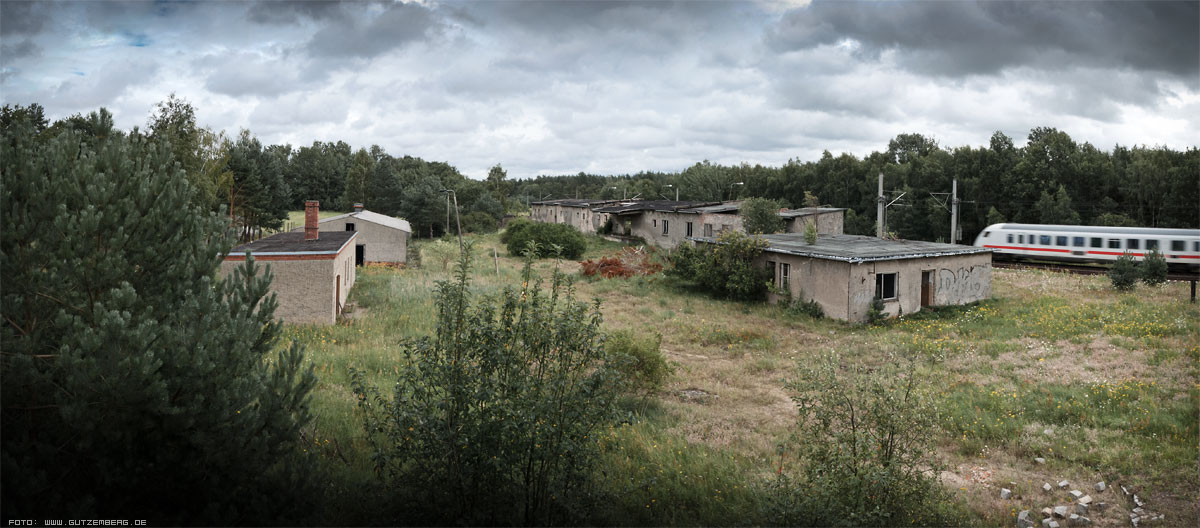